# Chénens
Chénens (frp. Tsinin, hist. Geiningen) – szwajcarska gmina (fr. commune; niem. Gemeinde) w kantonie Fryburg, w okręgu Sarine. 

## Demografia
W Chénens mieszkają 843 osoby. W 2020 roku 17,9% populacji gminy stanowiły osoby urodzone poza Szwajcarią.

## Transport
Przez teren gminy przebiega droga główna nr 155.